# Pont-sur-Madon
Pour les articles homonymes, voir Pont (toponyme).
Pont-sur-Madon est une commune française située dans le département des Vosges, le canton de Charmes, et la région Grand Est.
Ses habitants sont appelés les Madipontains.

## Géographie

### Localisation

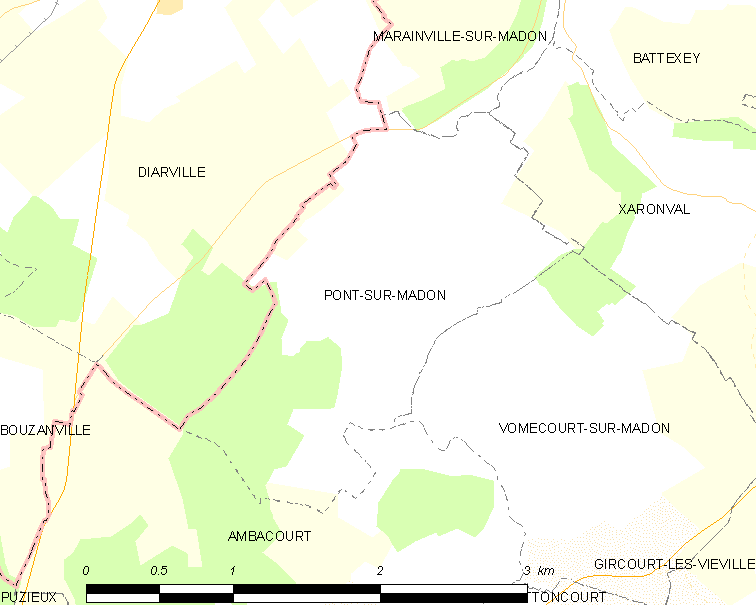
Situation de Pont-sur-Madon.

|                              | Marainville-sur-Madon | Xaronval            |
| Diarville Meurthe-et-Moselle | Pont-sur-Madon        |                     |
| Ambacourt                    |                       | Vomécourt-sur-Madon |

### Géologie et relief
La commune se compose de 288,00 hectares de territoires agricoles (83,00 %) et 58,71 hectares de forêts et milieux semi-naturels  (16,92 %).
Espaces naturels :
- Une zone naturelle d'intérêt écologique, faunistique et floristique (Znieff) :

Prairies et vergers de Pont-sur-Madon.

### Hydrographie et les eaux souterraines
Hydrogéologie et climatologie : Système d’information pour la gestion des eaux souterraines du bassin Rhin-Meuse :
Territoire communal : Occupation du sol (Corinne Land Cover); Cours d'eau (BD Carthage),
Géologie : Carte géologique; Coupes géologiques et techniques,
 Hydrogéologie : Masses d'eau souterraine; BD Lisa; Cartes piézométriques.

#### Réseau hydrographique
La commune est située dans le bassin versant du Rhin au sein du bassin Rhin-Meuse. Elle est drainée par le Madon,.
Le Madon, d'une longueur totale de 96,9 km, prend sa source dans la commune de Vioménil et se jette dans la Moselle à Pont-Saint-Vincent, après avoir traversé 47 communes.

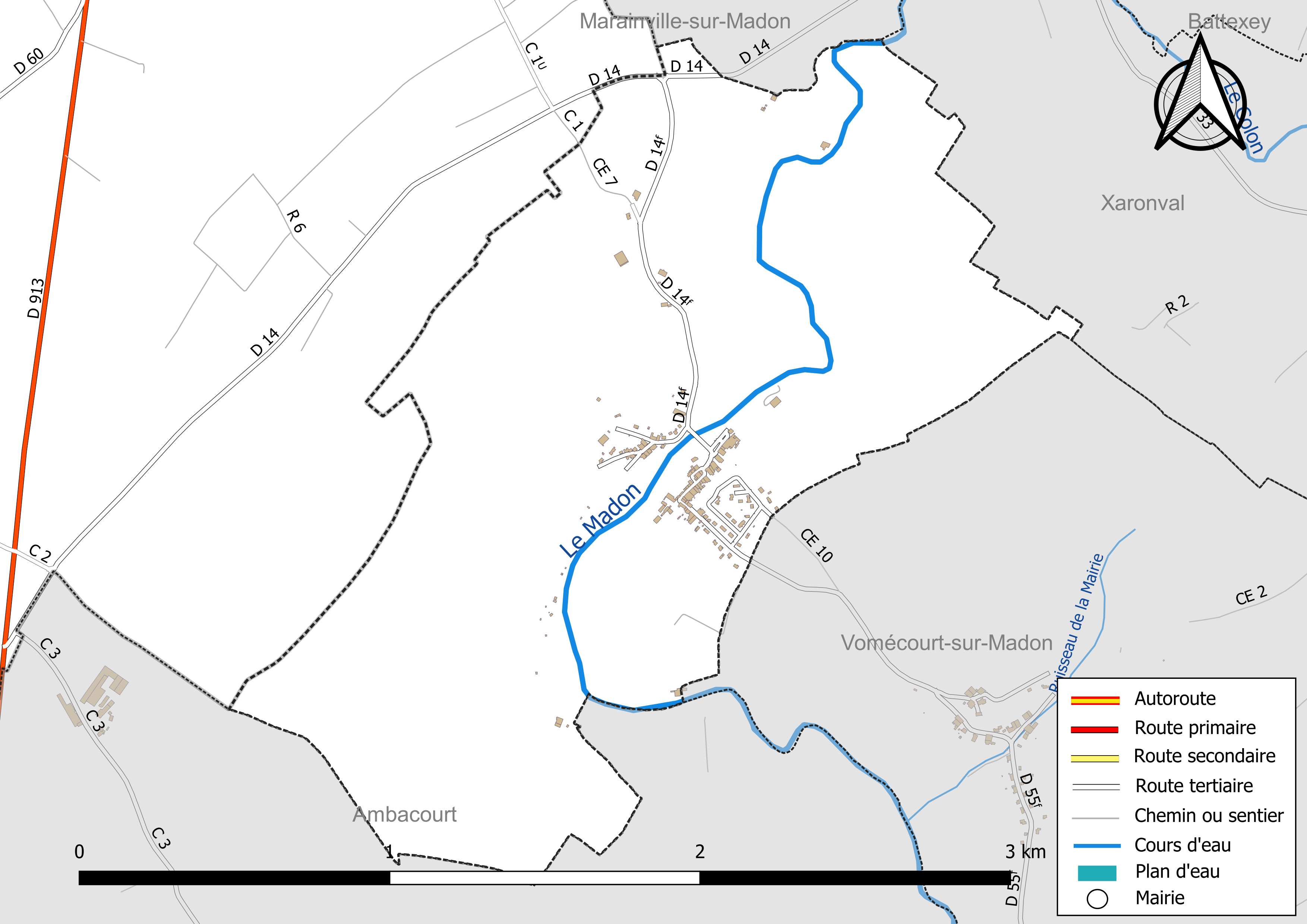
Réseaux hydrographique et routier de Pont-sur-Madon.

#### Gestion et qualité des eaux
Le territoire communal est couvert par le schéma d'aménagement et de gestion des eaux (SAGE) « Nappe des Grès du Trias Inférieur ». Ce document de planification, dont le territoire comprend le périmètre de la zone de répartition des eaux de la nappe des Grès du trias inférieur (GTI), d'une superficie de 1 497 km2,  est en cours d'élaboration. L’objectif poursuivi est de stabiliser les niveaux piézométriques de la nappe des GTI et atteindre l'équilibre entre les prélèvements et la capacité de recharge de la nappe. Il doit être cohérent avec les objectifs de qualité définis dans les SDAGE Rhin-Meuse et Rhône-Méditerranée. La structure porteuse de l'élaboration et de la mise en œuvre est le conseil départemental des Vosges.
La qualité des eaux de baignade et des cours d’eau peut être consultée sur un site dédié géré par les agences de l’eau et l’Agence française pour la biodiversité. 

### Climat
Pour des articles plus généraux, voir Climat du Grand Est et Climat des Vosges.
En 2010, le climat de la commune est de type climat des marges montargnardes, selon une étude du Centre national de la recherche scientifique s'appuyant sur une série de données couvrant la période 1971-2000. En 2020, Météo-France publie une typologie des climats de la France métropolitaine dans laquelle la commune est exposée à un climat semi-continental et est dans la région climatique  Lorraine, plateau de Langres, Morvan, caractérisée par un hiver rude (1,5 °C), des vents modérés et des brouillards fréquents en automne et hiver. 
Pour la période 1971-2000, la température annuelle moyenne est de 9,8 °C, avec une amplitude thermique annuelle de 17 °C. Le cumul annuel moyen de précipitations est de 858 mm, avec 12,5 jours de précipitations en janvier et 9,7 jours en juillet. Pour la période 1991-2020, la température moyenne annuelle observée sur la station météorologique de Météo-France la plus proche, « Mirecourt-inra », sur la commune de Mirecourt à 8 km à vol d'oiseau, est de 10,4 °C et le cumul annuel moyen de précipitations est de 824,3 mm. 
La température maximale relevée sur cette station est de 39,5 °C, atteinte le 25 juillet 2019 ; la température minimale est de −19,5 °C, atteinte le 20 décembre 2009,,. 
Les paramètres climatiques de la commune ont été estimés pour le milieu du siècle (2041-2070) selon différents scénarios d'émission de gaz à effet de serre à partir des nouvelles projections climatiques de référence DRIAS-2020. Ils sont consultables sur un site dédié publié par Météo-France en novembre 2022.

## Urbanisme

### Typologie
Au 1er janvier 2024, Pont-sur-Madon est catégorisée commune rurale à habitat dispersé, selon la nouvelle grille communale de densité à sept niveaux définie par l'Insee en 2022.
Elle est située hors unité urbaine et hors attraction des villes,.

### Occupation des sols
L'occupation des sols de la commune, telle qu'elle ressort de la base de données européenne d’occupation biophysique des sols Corine Land Cover (CLC), est marquée par l'importance des territoires agricoles (82,8 % en 2018), une proportion identique à celle de 1990 (82,8 %). La répartition détaillée en 2018 est la suivante : 
prairies (77,8 %), forêts (17,2 %), terres arables (5 %). L'évolution de l’occupation des sols de la commune et de ses infrastructures peut être observée sur les différentes représentations cartographiques du territoire : la carte de Cassini (XVIIIe siècle), la carte d'état-major (1820-1866) et les cartes ou photos aériennes de l'IGN pour la période actuelle (1950 à aujourd'hui).

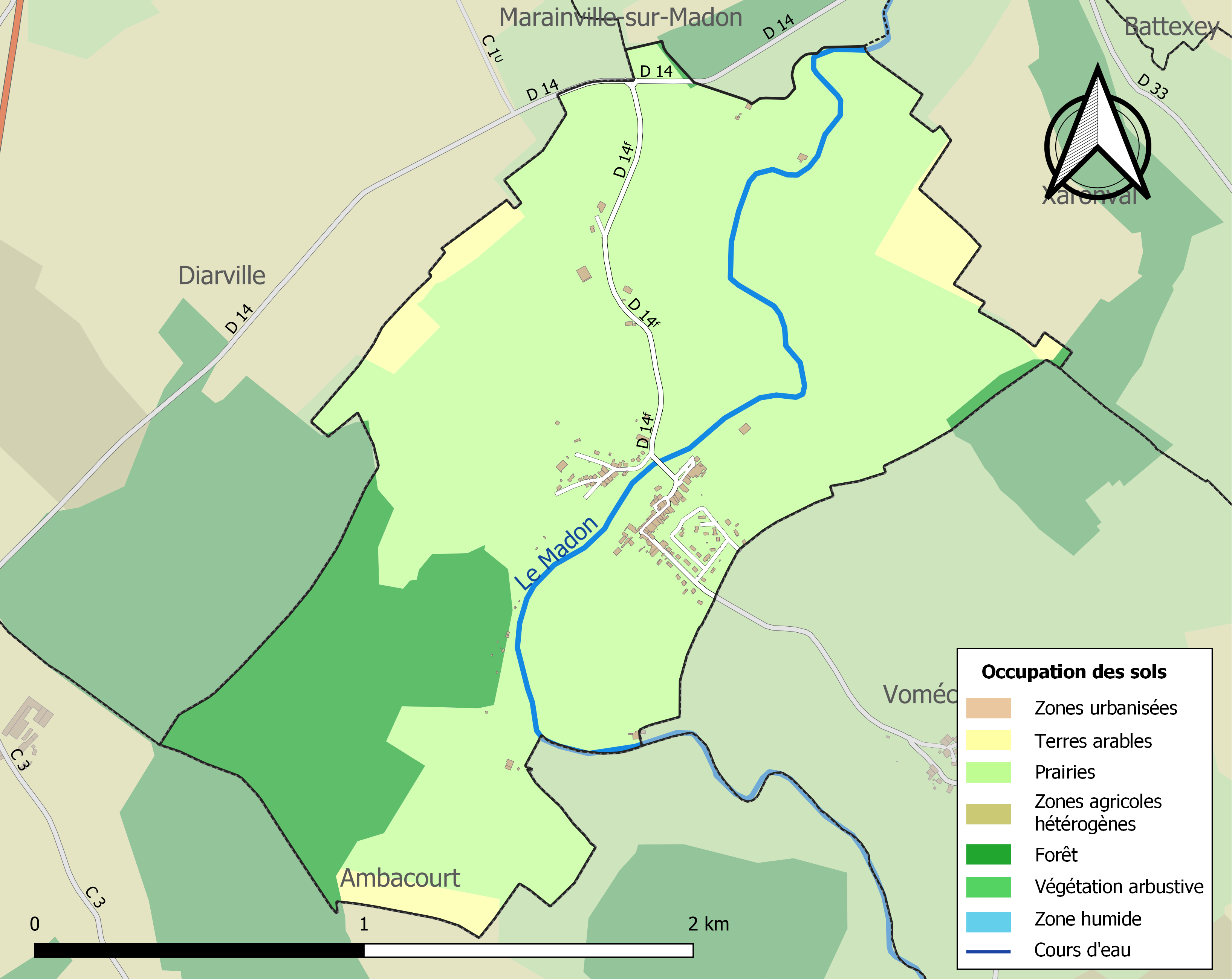
Carte des infrastructures et de l'occupation des sols de la commune en 2018 (CLC).

### Voies de communications et transports

#### Voies routières
- A31 (aussi appelée autoroute de Lorraine-Bourgogne). Échangeur Châtenois.
- A330 Échangeur Flavigny-sur-Moselle.

#### Transports en commun
- Fluo Grand Est.

#### Lignes SNCF
Gare de Charmes

#### Transports aériens
- L'Aéroport d'Épinal-Mirecourt « Vosges Aéroport ».

À partir de l'été 2021, l’aéroport d’Épinal-Mirecourt est devenu le "pélicandrome" de la Zone Est et servira ainsi de base de ravitaillement et d’intervention pour les avions bombardiers d’eau connus sous le nom de Dash 8.

## Toponymie
Le nom de la localité est attesté sous les formes Pont sur Madon (1409) ; Pont sur Maldon (1457) ; Pont sur Mauldon (1594) ; Pont sur Maudon (1597).

De l,oïl Pont, un mot français répandu en toponymie. Il est le nom ou participe au nom de nombreuses localités de Belgique, Canada, France, Luxembourg et Suisse.
Le Madon est une rivière du Grand Est née dans les collines de la Vôge.

## Histoire
Pont dépendait de la seigneurie de Vomécourt, qui était en indivis au duc de Lorraine et au chapitre de Remiremont.
Avant 1793, voir Vomécourt-sur-Madon.

## Politique et administration

### Découpage territorial
Par arrêté préfectoral du 15 septembre 2023, la commune est retirée le 1er janvier 2024 de l'arrondissement d'Épinal et rattachée à l'arrondissement de Neufchâteau.

### Liste des maires
| Période                                  | Période                       | Identité            | Étiquette | Qualité                       |
| ---------------------------------------- | ----------------------------- | ------------------- | --------- | ----------------------------- |
| Les données manquantes sont à compléter. |                               |                     |           |                               |
| mars 1965                                | mars 2001                     | Jean-Pierre Gaspard | DVG       |                               |
| mars 2001                                | mars 2008                     | Luc Chapelier       |           |                               |
| mars 2008                                | En cours (au 18 février 2015) | David Prévot-Pierre |           | Cadre de la fonction publique |

### Budget et fiscalité 2023
En 2023, le budget de la commune était constitué ainsi :
- total des produits de fonctionnement : 121 000 €, soit 641 € par habitant ;
- total des charges de fonctionnement : 94 000 €, soit 502 € par habitant ;
- total des ressources d'investissement : 66 000 €, soit 349 € par habitant ;
- total des emplois d'investissement : 29 000 €, soit 154 € par habitant ;
- endettement : 0 €, soit 0 € par habitant.

Avec les taux de fiscalité suivants :
- taxe d'habitation : 24,23 % ;
- taxe foncière sur les propriétés bâties : 47,72 % ;
- taxe foncière sur les propriétés non bâties : 26,57 % ;
- taxe additionnelle à la taxe foncière sur les propriétés non bâties : 0,00 % ;
- cotisation foncière des entreprises : 0,00 %.

Chiffres clés Revenus et pauvreté des ménages en 2021 : médiane en 2021 du revenu disponible, par unité de consommation : 20 920 €.

## Économie

### Entreprises et commerces

#### Agriculture
- Élevage de vaches laitières[31].
- Culture de céréales, de légumineuses et de graines oléagineuses[32].

#### Tourisme
- Hébergements et restauration à Mirecourt, Rugney, Vittel.

#### Commerces
- Commerces et services de proximité[33].

## Population et société

### Démographie

#### Évolution démographique
L'évolution du nombre d'habitants est connue à travers les recensements de la population effectués dans la commune depuis 1793. Pour les communes de moins de 10 000 habitants, une enquête de recensement portant sur toute la population est réalisée tous les cinq ans, les populations de référence des années intermédiaires étant quant à elles estimées par interpolation ou extrapolation. Pour la commune, le premier recensement exhaustif entrant dans le cadre du nouveau dispositif a été réalisé en 2007.

En 2022, la commune comptait 181 habitants, en évolution de +4,02 % par rapport à 2016 (Vosges : −2,96 %, France hors Mayotte : +2,11 %).
| 1793 | 1800 | 1806 | 1821 | 1831 | 1836 | 1841 | 1846 | 1856 |
| ---- | ---- | ---- | ---- | ---- | ---- | ---- | ---- | ---- |
| 213  | 246  | 302  | 258  | 285  | 285  | 285  | 283  | 239  |

| 1861 | 1866 | 1876 | 1881 | 1886 | 1891 | 1896 | 1901 | 1906 |
| ---- | ---- | ---- | ---- | ---- | ---- | ---- | ---- | ---- |
| 239  | 255  | 263  | 226  | 226  | 216  | 191  | 189  | 171  |

| 1911 | 1921 | 1926 | 1931 | 1936 | 1946 | 1954 | 1962 | 1968 |
| ---- | ---- | ---- | ---- | ---- | ---- | ---- | ---- | ---- |
| 171  | 121  | 109  | 117  | 108  | 128  | 115  | 101  | 100  |

| 1975 | 1982 | 1990 | 1999 | 2006 | 2007 | 2012 | 2017 | 2022 |
| ---- | ---- | ---- | ---- | ---- | ---- | ---- | ---- | ---- |
| 115  | 130  | 139  | 130  | 147  | 150  | 162  | 178  | 181  |

### Enseignement
Établissements d'enseignements :
- Écoles maternelles et primaires à Diarville, Savigny, Poussay, Xirocourt, Mirecourt.
- Collèges à Mirecourt, Charmes, Vézelise, Bayon, Dompaire.
- Lycées Mirecourt, Thaon-les-Vosges.

### Santé
Professionnels et établissements de santé :
- Médecins à Diarville, Mirecourt, Mattaincourt, Charmes, Tantonville.
- Pharmacies à Diarville, Mirecourt, Mattaincourt, Charmes, Haroué, Vézelise.
- Hôpitaux à Mirecourt, Mattaincourt, Charmes, Châtel-sur-Moselle.

### Cultes
- Culte catholique, Paroisse Saint-Pierre-Fourier[40], Diocèse de Saint-Dié.

## Lieux et monuments
- Pont médiéval.
- Patrimoine rural recensé par le service régional de l'Inventaire général du patrimoine culturel[41].
- Monument aux Morts. Il est commun aux communes de Vomécourt-sur-Madon, Pont-sur-Madon et Bettoncourt et se trouve dans le cimetière près de l'église de Vomécourt-sur-Madon[42],[43].

## Personnalités liées à la commune
- Claude-François-Joseph Le Maillot, seigneur de Pont-sur-Madon et Vomécourt[44],[45]
- Médaillés de Sainte-Hélène[46].

### héraldique,logotype et devise
| Blason de Pont-sur-Madon | Blason  | Coupé haussé, au 1) de gueules chargé d’un ramillon de mirabellier feuillé d’argent et fruité de trois pièces d’or tachées de pourpre, accosté de deux feuilles d’alisier torminal d’or celui de dextre posé en bande, celui de senestre posé en barre ; au 2) d’azur à un pont de trois arches d’or maçonné de sable sur une rivière ondée d’argent mouvante de la pointe,. |
| Blason de Pont-sur-Madon | Détails | - Le pont d’or et la rivière ondée constituent bien entendu des armes parlantes pour le toponyme du village PONT SUR MADON. - Le ramillon illustre l’importance des vergers de mirabelliers du village. - Les feuilles d’alisier torminal d’or, l’un des princes de la forêt, représentent les arbres des forêts environnantes. - L’or, les gueules (rouge) et l’argent sont les émaux des armes de la Lorraine(a) ; les gueules et l’argent composent les armes du chapitre des chanoinesses de Remiremont(b).A la fin de l’ancien régime, la seigneurie du village était partagée entre le duc de Lorraine et le chapitre de Remiremont. Création Robert André Louis et Bernard Georgin, adoptée le 14 avril 2021. |

## Pour approfondir